# アレック・スー
アレック・スー（蘇 有朋、1973年9月11日 - ）は、台湾台北市出身の俳優、歌手。

## 人物
15歳でアイドルグループ「小虎隊」を結成し、一躍人気アイドルになる。台北一番の上位高校建国中学を卒業し、18歳で台湾大学に合格する。ジミー・リン（林志穎）、ニッキー・ウー（呉奇隆）、金城武とともに「台湾四小天王」と呼ばれ、活躍した。
2015年、映画『ひだりみみ』で初監督を務めた。

## 出演作品

### 映画
- My Grand Pa's Home（2005年）
- 愛到底（第六號瀏海）（2009年）
- ラブソングの行方（2009年）※2010東京・中国映画週間で上映
- チベット恋物語（2010年）※2010東京・中国映画週間で上映
- 曹操暗殺 三国志外伝（2012年）

### テレビドラマ
- 還珠姫〜プリンセスのつくりかた〜（1997年） - 永琪 役
- 還珠格格2（1998年） - 五阿哥（愛新覺羅永琪） 役
- 絶代双驕（2000年） - 花無缺 役
- 少年張三丰（2003年） - 易天行 役
- 倚天屠龍記（2003年） - 張無忌 役
- エーゲ海の恋（2004年） - 陸恩祈 役
- マジック・オブ・ラブ（2005年） - 吳俊安 役
- 刁蠻公主（2006年） - 朱允 役
- 熱愛（2009年） - 蘇明濤 役
- 非緣勿擾（2013年） - 陸西諾 役
- 天龍八部（2013年） - 無崖子 役

## 監督作品
- ひだりみみ（2015年）※2015東京・中国映画週間で上映
- 嫌疑人X的献身（2017年）